# The Land Before Time V: The Mysterious Island
The Land Before Time V: The Mysterious Island (bra: Em Busca do Vale Encantado V: A Ilha Misteriosa) é um filme musical de aventura, de animação direta para vídeo, produzido e dirigido por Charles Grosvenor. Este é o primeiro filme da série a ser dirigido por Grosvenor, bem como o primeiro filme em que Anndi McAfee dubla Saura, Aria Noelle Curzon dubla Patassaura e Miriam Flynn dubla a Vovó Pescoçuda. É também o único filme em que Brandon LaCroix interpreta Littlefoot; é o primeiro em que Thomas Dekker fornece a voz para Littlefoot. Três canções do filme foram escritas por Michele Brourman e Amanda McBroom, com música composta por Michael Tavera.

## Enredo
Um dia, um enxame de "devoradores de folhas" (gafanhotos) desce sobre o Grande Vale, devorando todas as plantas e reduzindo-as a um deserto árido. Os habitantes do Grande Vale não têm escolha a não ser encontrar outro lugar onde possam sobreviver até que as plantas cresçam novamente. No entanto, os devoradores de folhas deixaram um caminho de devastação para trás, não deixando comida para os dinossauros encontrarem. Depois de procurar por muitos dias, a tensão entra no grupo quando o pai de Saura e o avô de Littlefoot discutem sobre uma mudança de curso, começando uma briga entre Littlefoot e Saura. A luta imediatamente termina quando o pai de Saura anuncia que cada rebanho deve seguir seu próprio caminho na manhã seguinte. Não querendo se separar, Littlefoot sai com seus amigos à noite, na esperança de que eles possam encontrar comida antes de serem pegos. Eles deixam um rastro para os adultos seguirem e, eventualmente, chegam à "Grande Água" (oceano). Desanimados com a água imprópria para beber, as crianças espiam uma ilha verdejante conectada ao continente por uma fina ponte de terra. No caminho, ocorre um tremor de terra, que cria um tsunami do qual eles escapam por pouco. Eles rapidamente se alimentam da abundante fartura da ilha, mas ficam horrorizados ao descobrir que o tsunami destruiu a ponte de terra.
Isolados na ilha, eles experimentam a ideia de Saura de voltar usando um tronco como barco. O plano inicialmente funciona bem, mas Saura fica com enjoo e Petrúcio fica muito assustado com a Grande Água para agir como vigia. No entanto, um Cretoxyrhina (referido pelos personagens como "Dentes Afiados que Nadam") ataca, e na confusão e medo que se segue, eles acabam na ilha novamente. Naquela noite, eles se lembram de suas famílias, enquanto a manada, tendo seguido a trilha, dormia nas margens da praia do continente, preocupando-se com eles, enquanto o pai de Saura culpa Littlefoot por isso.
Na manhã seguinte, as crianças acordam se assustando com a sombra de um Dente Afiado, até descobrirem que é Chomper, o jovem Dente Afiado (Tiranossauro) que nasceu e tinha sido cuidado por eles antes de retornar para seus pais no segundo filme. Desde então, Chomper aprendeu a falar. Chomper os leva para um refúgio seguro para se esconder de seus pais. Mal sabem Chomper e os outros, um Giganotossauro vive na ilha e começa a caçar as crianças. Depois disso, Patassaura é capturada por um Pterodáctilo, mas consegue escapar antes de ser devorada. Chomper esconde as crianças em uma área repleta de plantas fedorentas (possivelmente alho) e fornece-lhes alimentos folhosos quando solicitados. No entanto, Saura excessivamente cautelosa mostra abertamente desconfiança para Chomper porque ele é um Dente Afiado, o que o entristece, e ele vai embora. Littlefoot o segue e se desculpa, mas ele é interrompido pela mãe de Chomper. Ela fuça nele e depois vai embora. Littlefoot fica intrigado com a demonstração de amor dela por Chomper.
Quando Littlefoot volta para o esconderijo, o Giganotossauro os encontra e persegue as crianças em direção a um penhasco acima da Grande Água. Chomper tenta ajudar, mas é vencido pelo Dente Afiado. Seus pais vêm ao resgate de Chomper (e a mesma coisa para as crianças) e lutam contra o Giganotossauro perto da borda da ilha, da qual ele cai na Grande Água e leva Chomper com ele, para grande choque de seus pais. Littlefoot mergulha para salvar Chomper enquanto o Giganotossauro é levado pela correnteza. Outro aparente "Dente Afiado que Nada" aparece, mas desta vez eles descobrem ser uma plesiossauro (uma Elasmossauro) chamada Elsie, que então os salva do afogamento. Ela os leva de volta para a ilha, onde a família agradecida de Chomper promete nunca machucar as crianças; O pai de Chomper relutantemente admite que, depois de cheirar Espora (que havia comido um pouco do esconderijo fedorento), qualquer coisa que cheirasse tão mal não teria um gosto muito bom. A mãe de Chomper também fuça Littlefoot, em gratidão por suas ações para salvar Chomper do afogamento. Saura percebe e aceita que nem todos os Dentes Afiados são tão maus e monstruosos como ela pensava. Elsie se oferece para levá-los para o outro lado do mar, então Chomper e seus pais se despedem alegremente, prometendo que eles se verão novamente. Quando eles voltam para o continente, eles descobrem que o rebanho encontrou um pequeno santuário exuberante e verde na costa, onde podem ficar até que o Grande Vale se torne fértil novamente. À medida que os créditos rolam, o filme mostra o Grande Vale se tornando fértil novamente e o rebanho voltando para lá.

## Recepção
Denise Lanctot, da Entertainment Weekly, deu ao filme um "A" e elogiou a "trilha orquestral de primeira classe" e suas canções de "bater o rabo". Aria Curzon recebeu um prêmio de "Jovem Dublador Excepcional" no 23º Young Artist Awards em 2002 por seu papel como Patassaura neste filme, bem como Em Busca do Vale Encantado VI, Em Busca do Vale Encantado VII e Em Busca do Vale Encantado VIII.